# Alan Gill
Alan Gill (llamado David Alan Gill) es un músico inactivo que destacó en los años 1980 por su rol de guitarrista con diferentes bandas new wave en Liverpool, Inglaterra, entre ellas Dalek I Love You, en la que fue el cantante y único miembro permanente, y The Teardrop Explodes.
En los años setenta, formó junto a Keith Hartley, una banda llamada Mr. McKenzie, a la cual se unió tiempo después el bajista David Balfe. Con el género punk cosechando popularidad en el Reino Unido, en noviembre de 1976, el nombre de la banda cambió a Radio Blank, adicionando a Stephen Brick como baterista. Radio Blank dio giras en Merseyside, y tocaba canciones originales como versiones, estando entre éstas incluidas "You've Really Got Me" y "Peaches" (de The Stranglers). Sin embargo, las visiones musicales de Gill y Balfe fueron cambiando, causando la disolución de la banda, y la reunión de estos dos músicos para formar otra, Dalek I Love You, en diciembre de 1977. 
Por 2005, Gill fue puesto en prisión por 18 meses acusado de vender droga.